# Asphodelus aestivus
Asphodelus aestivus es una planta conocida como gamón común, especie del género Asphodelus.

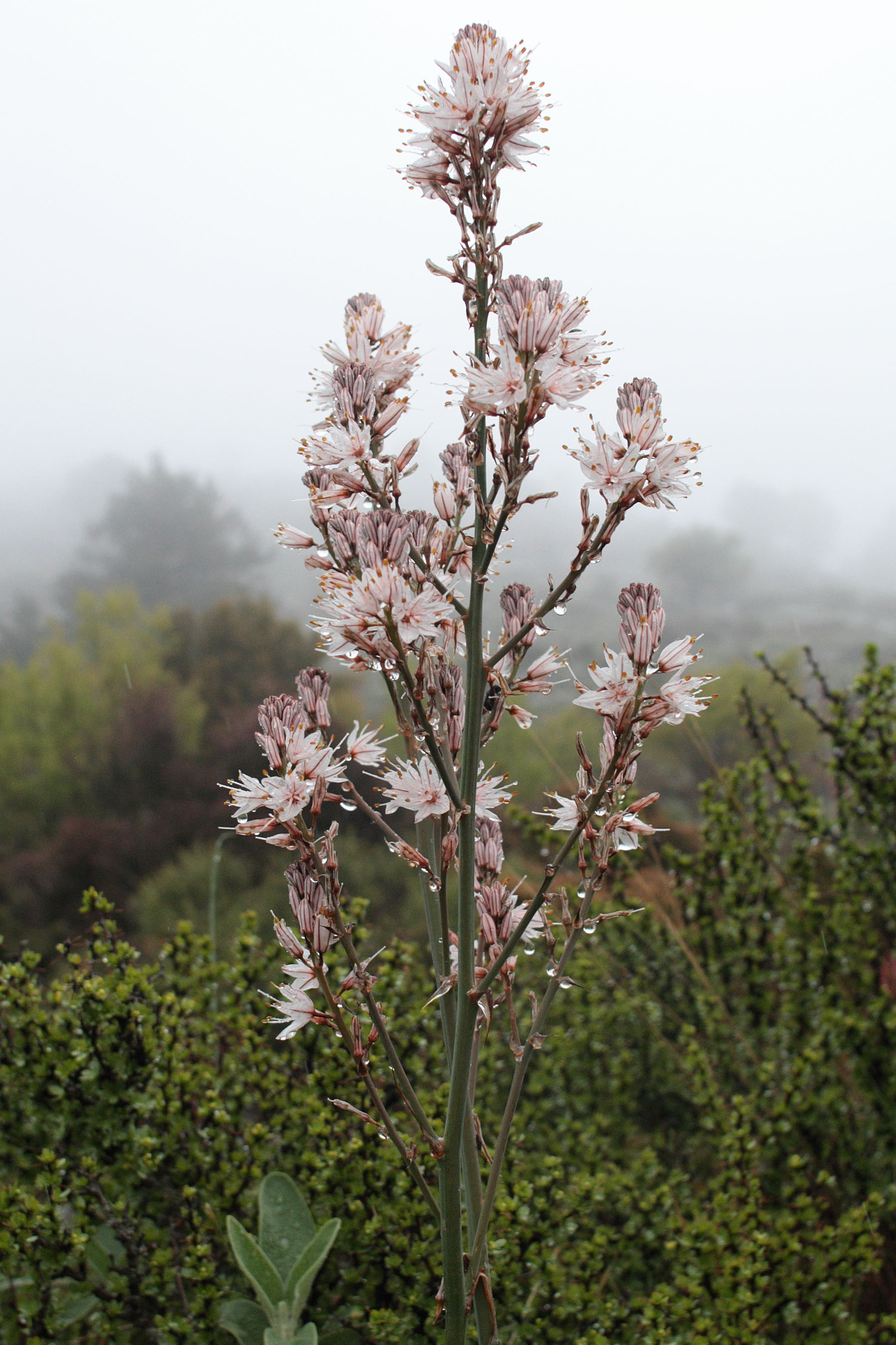
Inflorescencia

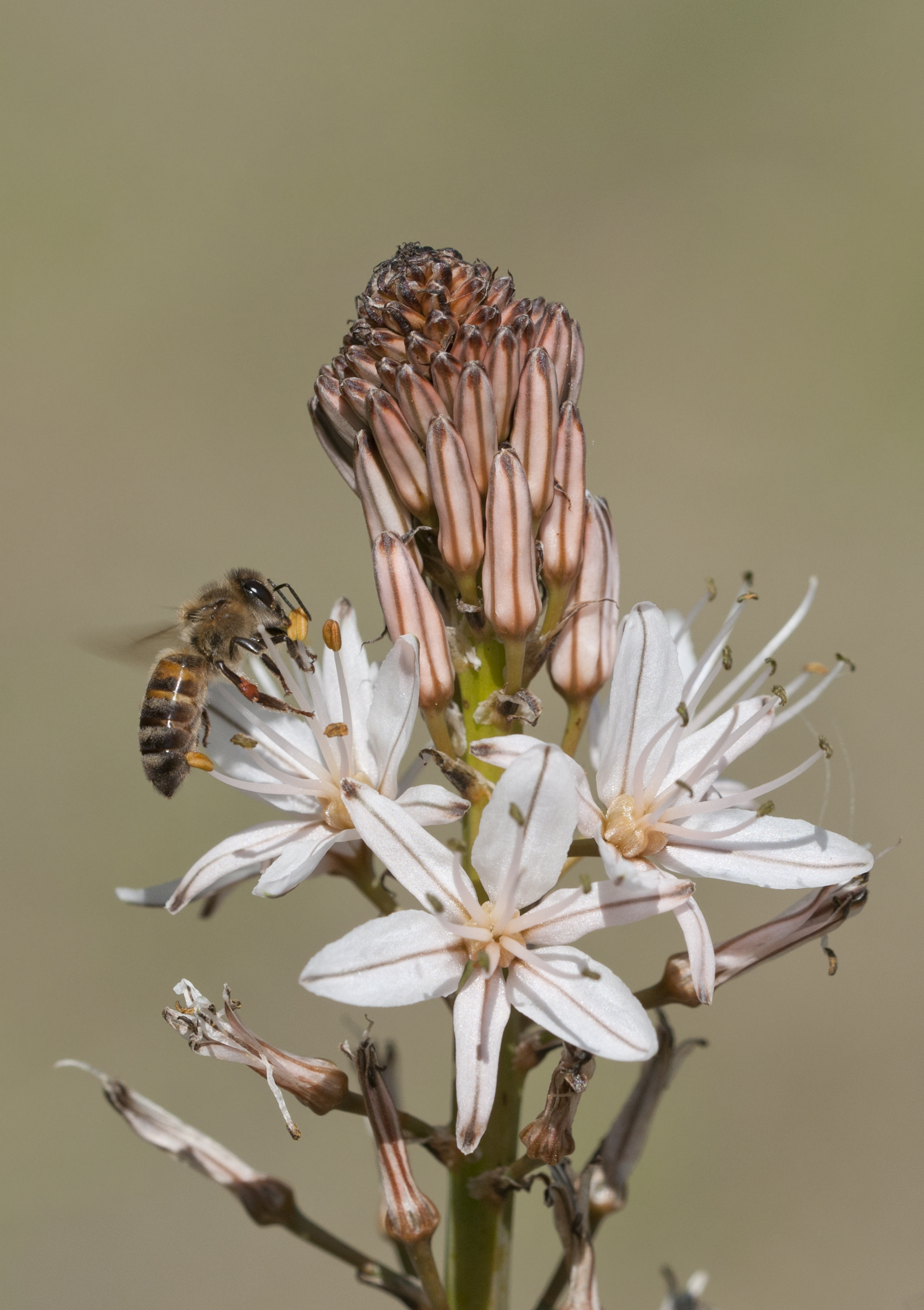
Flores

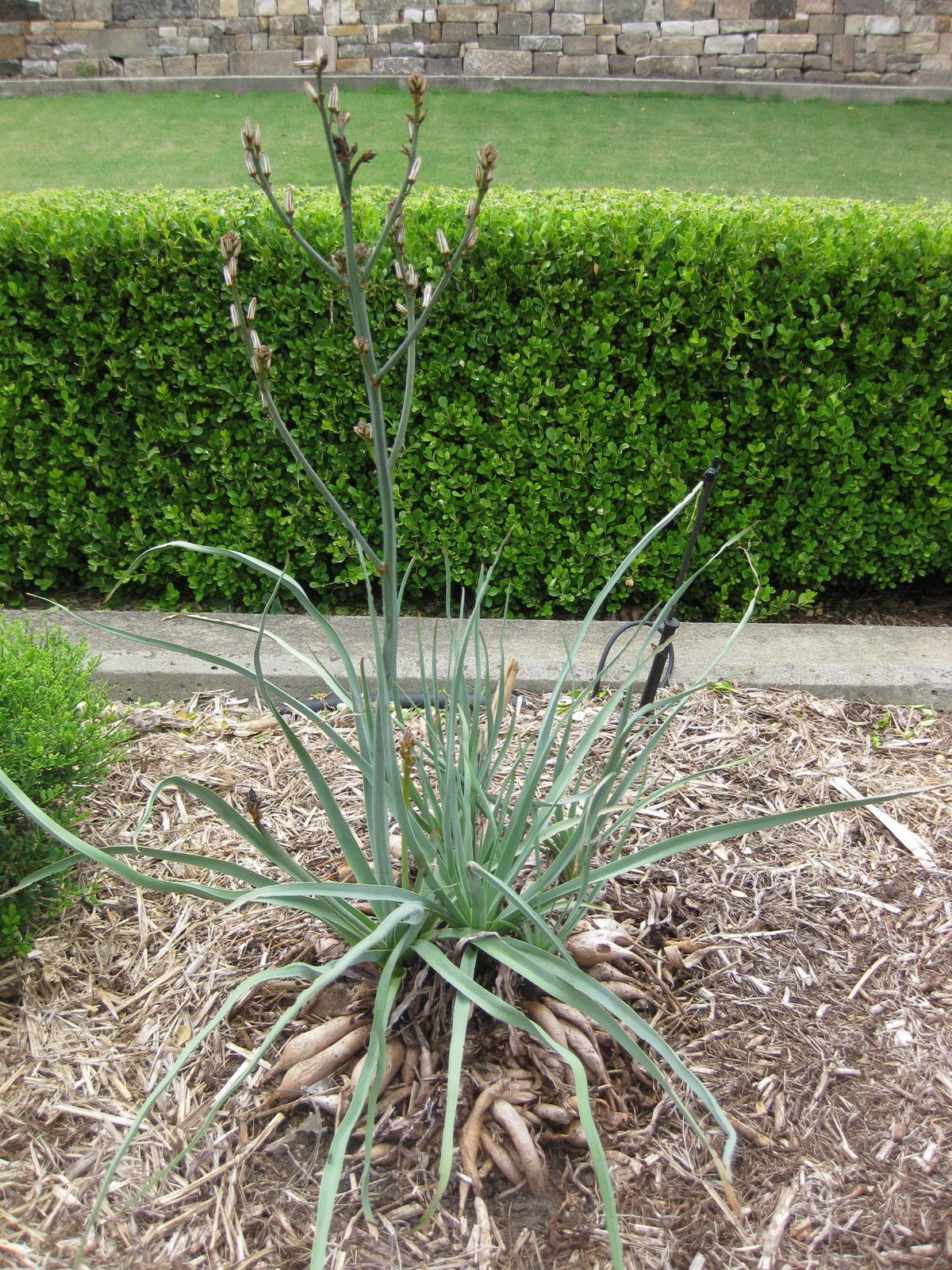
Vista de la planta

## Descripción
Planta resistente, alta, glabra y de color verde azulado. Posee un rizoma rodeado de fibras, con raíces tuberosas fusiformes. Los escapos alcanzan hasta los 1,5 m y son ramificados. Todas las hojas son basales y puntiagudas, de hasta 40 x 2 cm, planas, con margen liso, con forma de “V” y con un nervio central que sobresale en el envés. 
Las inflorescencias multifloras densas, presentan unas brácteas de 3-6 mm en la antesis, alargándose hasta 5-10 mm y más cortas que los pedicelos en la fructificación. Los pedicelos son de 7-12 mm en la fructificación, y están articulados hasta el ⅓ inferior, rara vez hacia la mitad. Posee seis tépalos blancos con nervio medio pardo, de 10-15 x 2-4 mm ovado-elípticos u oblongos, obtusos. Las anteras son de 2-2,5 mm amarillas. 
El fruto es tipo capsular, de 5,5-7,5 mm obovados, rara vez casi esféricos, dentro del cual encontramos semillas grises con papilas blancas.
Florece (en el hemisferio boreal) de enero a abril.

## Distribución
Esta planta es nativa de África y de la mayoría de las costas mediterráneas, lo que incluye: 
- Norte de África: Argelia, Egipto, Libia y Marruecos.
- Asia occidental: Chipre, Irak, Israel, Jordania, Líbano, Siria y Turquía.
- Sureste de Europa: Albania, Grecia (incluida Creta), Italia (incluyendo Cerdeña y Sicilia).
- Suroeste de Europa: Francia (incluyendo Córcega), Portugal y España (incluyendo Islas Canarias y Baleares).

Pero se usa en jardinería, por lo que podemos encontrarla en muchas partes del globo.

## Taxonomía
Asphodelus aestivus fue descrita por Félix de Avelar Brotero y publicado en Fl. Lusit. 1: 525 1804.
Etimología
Asphodelus: nombre genérico que deriva del griego antiguo: a = "no",  sphodos = "cenizas" y elos  = valle: quiere decir "el valle que no es ceniza" (por causa del fuego). El nombre está asociado al hecho de que los rizomas subterráneos de esta planta no se ven muy afectados por el fuego, por lo que la planta puede "revivir" tras un incendio. 
Además, el nombre puede tener origen griego, ya que los asfodelos se plantaban cerca de las tumbas, para que los muertos pudiesen alimentarse de ellas, como se hace referencia de ello en muchos poemas.  El nombre derivaría de la palabra griega ἀσφόδελος, que significa cetro. En griego la leyenda del asfodelo es una de las más famosas de las plantas relacionadas con los muertos y el mundo subterráneo. Homero la describe como que cubre la gran pradera ( ἀσφόδελος λειμών ), la guarida de los muertos. Fue plantado en tumbas , y con frecuencia se relaciona con Perséfone, que aparece coronada con una guirnalda de asfódelos. Su conexión general con la muerte se debe sin duda al color grisáceo de sus hojas y sus flores amarillentas, que sugieren la oscuridad del inframundo y la palidez de la muerte.
aestivus: epíteto latino que hace referencia al estío, relacionado con el verano.
Sinonimia
- Asphodelus ramosus subsp. ramosus
- Asphodelus ramosus Gouan ex Willk. & Lange [1861, Prodr. Fl. Hisp., 1 : 204]
- Asphodelus tardiflorus Jord. [1860, Bull. Soc. Bot. France, 7, Sess. extr. : 736]
- Asphodelus microcarpus Viv. [1824, Fl. Cors. : 5]
- Asphodelus littoralis Jord. [1860, Bull. Soc. Bot. France, 7, Sess. extr. : 729]
- Asphodelus infestus Parl. [1857, Fl. Ital., 2 : 600]
- Asphodelus fuscatus Jord.  Fourr. [1868, Brev. Pl. Nov., 2 : 123]
- Asphodelus crinipes Jord. [1860, Bull. Soc. Bot. France, 7, Sess. extr. : 729]
- Asphodelus corsicus Jord. [1860, Bull. Soc. Bot. France, 7, Sess. extr. : 739]
- Asphodelus comosus Jord. [1860, Bull. Soc. Bot. France, 7, Sess. extr. : 737]
- Asphodelus cerasiferus J.Gay [1857, Bull. Soc. Bot. France, 4 : 610] [1857b] non J.Gay [1857, Ann. Sci. Nat., Sér. 4, 7 : 127] [quoad nom., excl. descr.]
- Asphodelus audibertii Req. ex Roem. & Schult. [1830, Syst. Veg., ed. 16, 7 (2) : 1695]
- Asphodelus albus subsp. microcarpus (Viv.) Bonnier & Layens [1894, Fl. Fr. : 301]
- Asphodelus affinis Parl. [1857, Fl. Ital., 2 : 596]
- Asphodelus albus subsp. ramosus (L.) Bonnier & Layens

## Nombres vernáculos
- Castellano: asfódelo, bola, castarañuela, caña, gamón, gamona, gamones, gamonita, gamonito, perigallo.